# Carla Trujillo
Carla Trujillo (Las Vegas, Nuevo México; 9 de febrero de 1957) es una escritora de ficción estadounidense y conocida por su primera novela What Night Brings, basada en las contradicciones culturales de una lesbiana chicana que crece en un hogar católico. Es administradora en la Universidad de California, Berkeley, y ha impartido cursos de Estudios de la Mujer.

## Biografía
Trujillo nació en Nuevo México y vivió allí varios años antes de mudarse a Norte de California. Su abuela regentaba una tienda de comestibles en el pueblo de Las Vegas, donde de niña Trujillo pasaba muchos días de jugando. Más tarde, Trujillo utilizaría estos primeros recuerdos como inspiración para sus obras, como Faith and Fat Chances y Dogtown, que contienen mensajes sobre la lucha de clases y el impacto de la gentrificación. La tienda de su abuela fue finalmente reclamada como dominio eminente y pavimentada para dar paso a una autopista, lo que supuso la pérdida de los ingresos que utilizaba para mantener a sus siete hijos.
De adulta, Trujillo sigue dando prioridad a las visitas anuales a Nuevo México; en una entrevista sobre su libro Faith and Fat Chances, Trujillo comentó: «Me siento muy conectada a la tierra, a la gente y al espíritu del país...Siempre ha formado parte de mi vida».

## Estudios y vida profesional
Trujillo estudió desarrollo humano en la Universidad de California, Davis. Tras obtener su licenciatura, cursó estudios de posgrado en la Universidad de Wisconsin, Madison, donde obtuvo su doctorado en Psicología de la Educación. Fue durante su estancia en la escuela de posgrado cuando la escritura se convirtió en una parte integral de su vida diaria. Finalmente se trasladó a Berkeley, California, donde actualmente es administradora de la Universidad de California, Berkeley. Ha dado conferencias sobre estudios étnicos, tanto en la U.C. Berkeley como en el Mills College de Oakland, California. También ha impartido cursos de estudios sobre la mujer en la Universidad Estatal de San Francisco. Es la antigua directora del Programa de Diversidad de Posgrado de la Universidad de Berkley. En 2003, Trujillo escribió su primera novela titulada What Night Brings y la publicó con Curbstone Press. What Night Brings se centra en el personaje de una lesbiana chicana llamada Marci Cruz y su educación en un hogar católico conservador en el norte de California en los años sesenta.  A través del relato ficticio de Cruz, Trujillo discute los problemas del patriarcado y la homofobia en la cultura chicana. En esta obra, "suele representar a mujeres que viven bajo las mismas reglas sociales y las afrontan a su manera, aceptándolas o rebelándose contra ellas".

## Obra
En 1991, Trujillo se embarcó en la edición de Chicana Lesbians: The Girls Our Mothers Warned Us About, una antología de ensayos y artículos de escritoras lesbianas chicanas. Su inspiración para editar Chicana Lesbians provino del trabajo de otras antologías; Trujillo comentó que la lectura de Compañeras: Latinas Lesbians de Juanita Ramos, la motivó a ampliar el conocimiento de las experiencias de las lesbianas chicanas. Como explicó más tarde, "quería ver más sobre las complejidades y especificidades del lesbianismo y de nuestra cultura", para ella esto significaba incorporar escritos que discutieran temas como el racismo y el rechazo de las familias a la identidad de las personas. Sobre esta obra también comenta que: «Es una obra percibida como una amenaza para la comunidad de Chicago porque su mera existencia desequilibra el orden establecido por la dominancia masculina y conciencia a muchas mujeres chicanas sobre su propia independencia y control». Chicana Lesbians sería posteriormente galardonada con el premio Lambda a la mejor antología lésbica.
En 1997, editó y publicó Living Chicana Theory, una colección de obras que abordaban la subjetividad chicana. La variedad de trabajos incluidos en la antología abarca desde formas teóricas hasta formas más artísticas de crítica; entre los colaboradores más destacados se encuentran Teresa Córdova, Gloria Anzaldúa y Antonia Castañeda. La antología cuestiona la presencia de la colonialidad en la academia, así como la cultura chicana en general, y explora los significados de la construcción de la identidad en la vida de las chicanas.

## Premios
- Premio Literario Lambda a la Mejor Antología Lesbiana por Chicana Lesbians: The Girls Our Mothers Warned Us About (1991, ganado - editor)[11]
- PEN Bellwether Prize por Faith and Fat Chances (2012 - Nominada)

### Obra literaria como editora
- Chicana Lesbians: The Girls Our Mothers Warned Us About (1991)
- Living Chicana Theory (1997)